# Tounga
Pour les articles homonymes, voir Tounga (Burkina Faso).

Premier logo de la série

Tounga est une bande dessinée d'aventures pendant la Préhistoire, réalisée par le dessinateur belge Édouard Aidans, parue dans Le Journal de Tintin à partir de 1961.

## Description
Dans un cadre inspiré par le roman La Guerre du feu de Joseph-Henri Rosny (Bruxelles 1856 - Paris 1940), Tounga est un jeune et valeureux guerrier de la Préhistoire, qui utilise son courage pour sauver sa horde, les Ghmours, et ses amis (le terme de tribu n'est pas utilisé). Ce héros préhistorique apparaît dans les pages du Journal de Tintin en 1961, et précède donc de sept ans les aventures de Rahan, fils des âges farouches. Comme lui, il affronte des mammouths, découvre le propulseur chez une horde étrangère, croise des tribus exotiques, visite des îles étranges… La différence est cependant sensible : Rahan est un philanthrope alors que Tounga est un guerrier, certes droit et généreux, mais capable de tuer pour se défendre.
De 1974 à 1995, 16 albums sont publiés par les Éditions du Lombard, puis un 17e tome aux Éditions Joker.
De 2004 à 2008, une intégrale paraît chez P&T Productions.

## Albums
Éditions du Lombard :
1. La Horde maudite (1974)
2. Tounga et les Hommes-rouges (1975)
3. Des loups et des hommes (1975)
4. La Grande Peur (1976)
5. Au-delà des terres froides (1977)
6. Le Combat des géants (1977)
7. Le Dieu de feu (1978)
8. Pour sauver les Urus (1979)
9. L'Étalon noir (1980)
10. Le Peuple des arbres (1981)
11. Le Maître des mammouths (1982)
12. Le Faiseur de feu (1982)
13. La Piste perdue (1984)
14. La Dernière épreuve (1985)
15. La Loi et le Sang' (1986)
16. La Mort du géant (1995)

Joker Editions :
1. Le Dernier Rivage (2004)